# なつドキ!ハーレム 〜親せき宅での悩める受験勉強〜
『なつドキ!ハーレム 〜親せき宅での悩める受験勉強〜』（なつドキ！ハーレム しんせきたくでのなやめるじゅけんべんきょう）は、サイバーワークスのメインブランドであるTinkerBellから2009年7月24日に発売されたアダルトゲームである。

## ストーリー
大学受験に失敗した主人公・寺内優斗は、元教師の叔母・桐野静流の家でひと夏を過ごすことになる。暫く疎遠になっていたことから久々の再会となった従姉妹や幼馴染は美しく成長しており、そんな彼女達と触れ合い、勉強を教えてもらいながら受験勉強に励むことになる。

## キャラクター
寺内 優斗（てらうち ゆうと）
主人公。大学受験に失敗して現在、浪人中。母親の勧めで久々に叔母である桐野静流の家に居候することになる。
白石 千歳 （しらいし ちとせ）
声：水純なな歩
優斗や桐野姉妹の幼馴染で、桐野家の向かいに住んでいる。優斗と同年代だが優斗の志望校に現役で合格した大学生。優斗との再会を喜び、在学生という立場から受験勉強に協力する。
桐野 静流（きりの しずる）
声：野々村紗夜
優斗の叔母で桐野家の家主。元教師で本編開始以前に夫とは死別しており現在、未亡人。歳をまるで感じさせない美女で、女所帯であるため、優斗を歓迎する。
桐野 綾華（きりの あやか）
声：かわしまりの
桐野家の長女で優斗の従姉。現在は社会人で、恋愛話などが好き。昔、優斗の憧れの女性でもあった。
桐野 七海（きりの ななみ）
声：松永雪希
桐野家の次女で愛海の双子の姉、優斗の従妹にあたる。シャイな性格で、愛海が優斗に懐いてることに不満を持っている。
桐野 愛海（きりの まなみ）
声：澄白キヨカ
桐野家の三女で七海の双子の妹、優斗の従妹にあたる。ずっと兄が欲しいと思っていたことから優斗を慕っている。

## スタッフ
- 企画・シナリオ：寺岡健治　小峰久生　八神陣
- キャラクターデザイン・原画：深泥正
- 主題歌
  - オープニングテーマ「heart beat」 - ボーカル：小田ユウ